# Министарство науке, технолошког развоја и иновација
Министарство науке, технолошког развоја и иновација обавља задатке и послове државне управе у области унапређења науке, технолошког развоја и иновација. Министарство обавља послове државне управе који се односе на систем, развој и унапређење научноистраживачке делатности у функцији научног, технолошког и привредног развоја, као и предлагање и реализацију политике и стратегије научног и технолошког развоја, а посебно утврђивање и реализацију програма научних, технолошких и развојних истраживања.

## Основне стратегије Министарства и приоритети деловања
Основне области деловања Министарства су концентрисане на пет базичних стратегија. То су:
- Стратегија научног и технолошког развоја
- Стратегије развоја стартап екосистема
- Стратегија паметне специјализације 2020 – 2027.
- Стратегија развоја вештачке интелигенције
- Програм институционалног финансирања института[2]

## Седиште Министарства
Седиште министарства се налази на општини Савски венац у Немањиној улици број 22-24.
Актуелни министар је Јелена Беговић.
Седиште кабинета министра се налази на општини Савски венац у Немањиној улици број 11.